# Sardar
Sardar (persisch سردار, DMG sardār, Panjabi ਸਰਦਾਰ Hindi सरदार, [sɐrdaːr]), auch Serdar, Sirdar, ist ein ursprünglich persischer Titel. Abgeleitet wird er von Sar, was ‚Kopf‘ bedeutet. Wörtlich bezeichnet Sardar den ‚Chef‘ oder ‚Autorität‘; in der militärischen Anwendung den ‚Kommandeur‘. Verbreitung fand die Bezeichnung durch Akkulturation in arabischen und türkischen Herrschaftsbereichen (bis in den Balkan und Kaukasus) und auf dem indischen Subkontinent (einschließlich Nepal und Pakistan). Gerade unter britischer Kolonialherrschaft wurde der in vielen einheimischen Sprachen als Lehnwort bekannte Titel weiter etabliert.
Die Bedeutung des Titels Sardar und seiner Varianten ist nicht eindeutig und immer im Kontext zu betrachten – historisch wurde er als erblicher Titel an Prinzen und hohe Adelige oder in anderen Fällen als Auszeichnung an fähige Heerführer vergeben. Er fand und findet Verwendung als subalterne Anrede, als Name oder Namensbestandteil, als Beiname oder Ehrenbezeichnung.

## Persien und Iran
Die Namenswurzel Sar für ‚Kopf‘ ist alt: bereits die akkadischen und assyrischen Königsname Sargon leiteten sich daraus ab, ebenso das hebräische Wort Sar ‚Fürst‘, daher auch der Name Sara, welcher Fürstin, Herrin oder auch Prinzessin bedeutet.
Sardar ist auf Persisch wörtlich jemand, der einen Kopf besitzt, im Gegensatz zu jemandem, der ohne Verstand ist (bi-sar). Als Bedeutung für Sardar findet sich in persischen Wörterbüchern die Übersetzung ‚Anführer‘, ‚General‘, ‚Offizier‘, ‚Prinz‘, ‚Vorbild‘, Sardari bedeutet entsprechend ‚Anführerschaft‘. Verwandt ist Sirdar, was ‚Vertrauter’ bedeutet.
Den Titel Sardar trugen persische Prinzen und hohe Adelige des Perserreichs (Safawiden und Folgedynastien). Historische Beispiele sind etwa:
- Hossein Qoli Khan Sardar Qajar (1742–1831), letzter Staatschef des Khanat Jerewan von 1807 bis 1828
- Ali-Qoli Khan Bakhtiari (1856–1917), bachtiyārīscher Stammesführer, wurde bekannt als Sardar Asad

Vor seiner Krönung zum Schah von Persien trug Reza Chan als Kommandeur bzw. Heerführer der persischen Kosakentruppen den Titel „Sardar Sepah“.
Im heutigen Iran wird Sardar als Anrede für hohe Offiziere der Iranischen Revolutionsgarde verwendet.

## Verwendung im islamischen Raum außerhalb Persiens
Im Osmanischen Reich wurde der Serdar als militärischer Rang insbesondere für Kommandeure in den Grenzregionen verwendet. So hielt der Rang auch auf dem Balkan und im Kaukasus Einzug, wo er später auch als Adelstitel verwendet wurde, etwa in Montenegro und Serbien mit einem Rang unterhalb eines Woiwoden. Als bekanntes Beispiel gilt Janko Vukotić, ein abgeleiteter kroatischer Familienname ist Serdarušić. Am Hof in Istanbul wurde Serdar-ı Ekrem (erhabener General) als Bezeichnung für den Großwesir verwendet. In der heutigen Türkei ist Serdar auch eine (nicht offiziell verwendete) Respektbezeichnung für einen Kommandeur oder Oberbefehlshaber. Im damals osmanischen Ägypten wurde der Sirdar als Militärgouverneur unter britischem Protektorat zu einem festen Rang erhoben.
In der Türkei und in Turkmenistan sind Serdar und Sardar bis heute beliebte Vornamen.
Im Emirat Afghanistan wurden wichtige Stammesoberhäupter mit dem Ehrentitel Sardar bezeichnet. Diese Ehrentitel lebten auch nach Ende des Königtums fort. Von 1923 bis 1929 gab es ferner den Adelsorden Nishan-i-Sardari.
Bekannte Beispiele für afghanische Stammestitel:
- Sardar Mohammed Aziz Khan (1875–1933), afghanischer Diplomat
- Sardar Mohammed Ayub Khan (1857–1914), afghanischer Regent
- Sardar Mohammed Haschim Khan (1884–1953), afghanischer Politiker und Regent
- Sardar Schir Ahmad (1885-nach 1935), Ministerpräsident von Afghanistan
- Sardar Schah Mahmud Khan (1887–1959), Ministerpräsident von Afghanistan
- Sardar Wali Khan Ghazi (1888–1977), afghanischer Diplomat und Politiker
- Sardar Zalmai Mahmud Khan Ghazi (* 1923), afghanischer Diplomat

## Indischer Subkontinent
Im Indien der Marathen war Sardar ein verbreiteter Adelstitel, dessen Träger meist in wichtigen Positionen des Landes saßen. Vor Ende des 17. Jahrhunderts bezeichnete der zunächst nicht erbliche, später aber erbliche Titel einen Minister bei Hofe mit militärischen, diplomatischen und landesherrlichen Aufgaben. Der Titel konnte mit anderen Aufgaben verbunden werden, etwa dem Oberbefehlshaber (Senapati) über die Marathen-Armeen. Der Titel Sirdar Bahadur wurde etwa für Gouverneursposten vergeben.
Benachbarte Reiche übernahmen ebenfalls diese Titel, so galt ein Sardar im Königreich Gorkha als einer der ranghöchsten militärischen Titel, vergleichbar einem General. Es gab zunächst stets nur vier Sardars. Später wurde der Titel häufiger und auch an Zivilpersonen vergeben; er blieb aber rangniedriger als ein Kaji (hoher Minister).
Der Titel Sardar wurde seit der Zeit von Ranjit Singh an hohe Sikh-Offiziere vergeben (vergleichbar mit einem Ritterschlag oder einer Adelung) und konnte später stolz als Namensbestandteil getragen werden. Daran knüpften die Briten nach der Annexion des Punjab an, die zudem die hohe Auszeichnung des Sardar Bahadur schufen, die an loyale Einheimische vergeben werden konnte, in der Regel Sikhs oder Panjabi. Gleichrangige Titel existierten im Rest Britisch-Indiens auch für Muslime (Khan Bahadur) und Hindus (Rai/Rao Bahadur). Die Träger dieser Titel bekleideten hohe, meist militärische Ämter (Oberbefehlshaber). Im Vergleich zur restlichen Bevölkerung Indiens schlugen überproportional viele Sikhs die militärische Laufbahn ein, daher wird die stereotypische Figur des bärtigen, Dastar-tragenden Sardar heute in Indien mit der Minderheit der Sikhs (aber auch mit Panjabi) identifiziert, was sich etwa auch in Sikh-Witzen widerspiegelt.
Unter britischer Herrschaft wurde der Titel (wie auch Sāhib oder Raja) aber auch mit Bezug auf lokale Gegebenheiten verwendet, so wurden mit Sirdar etwa bestimmte einheimische Adelige bezeichnet, andernorts auch Clan-Oberhäupter. Somit ist der Ehrentitel Sardar keinesfalls auf Sikhs beschränkt: Vallabhbhai Patel (erster indischer Innenminister) trug etwa diesen Beinamen, ebenso wie der Politiker Sardar Swaran Singh Purewal (1907–1994).
Sherpa-Anführer im Himalaya tragen bis heute den Titel Sirdar.

## Namensbestandteil
Folgende Personen tragen Sardar nicht als Ehren- oder Beinamen, sondern als Vor- oder Nachnamen: Serdar (Name)
- Sardar Azmoun (* 1995), iranischer Fußballspieler
- Sərdar Həsənov (* 1985), aserbaidschanischer Gewichtheber
- Sərdar Cəlaloğlu (* 1954), aserbaidschanischer Politiker (ADP)
- Sardar Kestay (* 1973), kurdischer Künstler
- Hassan Sardar (* 1957), pakistanischer Hockeyspieler
- Ziauddin Sardar (* 1951), pakistanisch-britischer Schriftsteller und Historiker
- Abdol-Hossein Sardari (1895–1981), iranischer Diplomat

Zur Variante Serdar, siehe Serdar (Name).

## Fiktion
In Frank Herberts Dune-Zyklus, der verfremdete irdische Traditionen in ferner Zukunft darstellt, ist ein Titel für planetare Gouverneure Siridar. Die Truppen des Padishah-Imperators werden Sardaukar genannt.